# Hymenasplenium triquetrum
Hymenasplenium triquetrum är en svartbräkenväxtart som först beskrevs av N. Murak. och R. C. Moran, och fick sitt nu gällande namn av L.Regalado och Prada. Hymenasplenium triquetrum ingår i släktet Hymenasplenium och familjen Aspleniaceae. Inga underarter finns listade.